# Moreno Valley, California
Moreno Valley, California là một thành phố tại quận quận, tiểu bangCalifornia, Hoa Kỳ. Thành phố nằm trong Vùng Đại Los Angeles. Dân số theo điều tra năm 2005 của Cục điều tra dân số Hoa Kỳ là 180.466 người, diện tích là km2. Thành phố Moreno Valley, California